# Боулер, Филипп
Фи́липп Бо́улер (нем. Philipp Bouhler; 11 сентября 1899, Мюнхен — 19 мая 1945, Целль-ам-Зе, Зальцбург) — партийный деятель НСДАП, начальник канцелярии руководителя партии (17 ноября 1934 года), рейхсляйтер (2 июня 1933 года), обергруппенфюрер СС (30 января 1936 года), почетный оберстгруппенфюрер СС и генерал-полковник полиции (15 февраля 1945 года). Один из первых членов НСДАП (№ 12). В СС с апреля 1933 (№ 54 932).

## Биография

### Ранние годы. Первая мировая война
Родился в семье отставного полковника. В 1912 году поступил в Королевский Баварский кадетский корпус и в июле 1916 года был выпущен фанен-юнкером в сухопутные войска.
Во время Первой мировой войны с 6 июля 1916 года служил в 1-м Баварском артиллерийском полку фанен-юнкером (унтер-офицером), 17 июля 1917 года был произведён в лейтенанты. Был тяжело ранен в ногу в августе 1917 года в бою под Аррасом (ногу с трудом залечили к 1920 году, но впоследствии Боулер всю жизнь хромал) и тогда же демобилизован из армии в чине обер-лейтенанта. За боевые отличия награждён прусским Железным крестом 2-го класса и баварским орденом «За военные заслуги» 4-го класса с мечами.
В 1919—1920 годах прослушал 4 семестра философии и германистики в Мюнхенском университете.

### Карьера в нацистском движении
В 1919 году — член националистического Германского народного стрелкового и наступательного союза.
В 1921 году одним из первых вступил в НСДАП (билет № 12). С ноября 1921 года работал в главной газете НСДАП «Фёлькишер Беобахтер».
С 1922 года — заместитель управляющего делами НСДАП Макса Аманна. После неудавшегося «Пивного путча» в 1924 был управляющим делами Великогерманского народного сообщества. В 1925—1934 годах — имперский делопроизводитель партии (Reichsgeschaftsführer der NSDAP). В 1932 году написал и опубликовал биографию Гитлера.
Отличался педантичностью, за что в партии имел соответствующую кличку.
В июне 1933 года избран депутатом рейхстага от Южной Вестфалии. 20 апреля 1933 года вступил в СС (билет № 54 932) и получил чин группенфюрера СС. В 1933 году назначен уполномоченным по вопросам культуры в штабе заместителя фюрера по партии. С 1 сентября 1934 года — полицай-президент Мюнхена.

### Во главе личной канцелярии Гитлера
17 ноября 1934 года, после создания Канцелярии руководителя партии, назначен её начальником. Боулер возглавил также Комиссию по защите национал-социалистической литературы в Штабе заместителя фюрера. Данная комиссия определяла, какие произведения пригодны для нацистского общества, а какие нет. С 4 апреля 1936 года — член Имперского сената культуры.
Канцелярия руководителя партии обеспечивала личные нужды Адольфа Гитлера, проводила обработку поступающих на его имя партийных дел (если они были вне компетенции других служб), в том числе рассматривала вопросы помилования нацистов, осуждённых по приговорам партийных судов или судов общей юрисдикции. Канцелярия Боулера также занималась обработкой поступающей на имя Адольфа Гитлера корреспонденции от простых немцев, в которых содержались просьбы о материальной или какой-либо ещё помощи, различного рода предложения, а также поздравления и пожелания в день рождения Адольфа Гитлера.
Кроме всего прочего, в состав Канцелярии руководителя партии входила Адъютантура Адольфа Гитлера, возглавляемая младшим братом шефа Партийной канцелярии Мартина Бормана Альбертом Борманом. Во время войны влияние Боулера на Адольфа Гитлера уступало разве что влиянию Мартина Бормана.

### Программа эвтаназии
1 сентября 1939 года Гитлер поручил Боулеру осуществлять программу эвтаназии («Акция Тиргартенштрассе 4»), в ходе которой проводилось уничтожение психически больных и физически неполноценных людей. По приблизительным оценкам, в ходе осуществления нацистской программы эвтаназии было умерщвлено около 70 тысяч человек. Опыт и знания, полученные при осуществлении программы эвтаназии, стали впоследствии применяться при массовом уничтожении людей в нацистских концентрационных лагерях.

## Последние дни и смерть
23 апреля 1945 года, находясь на юге Германии, вместе с Г. Г. Ламмерсом и генералом К. Коллером поддержал инициативу Г. Геринга принятия Герингом на себя функций руководителя правительства, ввиду невозможности Гитлера из Берлина руководить страной. В тот же день по приказу М. Бормана Ф. Боулер вместе с Г. Герингом, Г. Г. Ламмерсом и К. Коллером был арестован отрядом СС по обвинению в государственной измене. М. Борман в специальной телеграмме шефу РСХА Э. Кальтенбруннеру приказал расстрелять изменников, но приказ выполнен не был. 5 мая 1945 года отряд СС передал охрану заговорщиков подразделениям люфтваффе, после чего они были незамедлительно освобождены.
9 мая 1945 года сдался в плен американским войскам. 19 мая 1945 года вместе с женой Хеленой Маер покончил жизнь самоубийством, отравившись цианистым калием, по дороге в концентрационный лагерь Дахау.

## Награды
- Нагрудный знак зенитной артиллерии
- Железный крест (1914) 2-го и 1-го класса.
- Медаль «За выслугу лет в вермахте» «особый класс» (1941)
- Шеврон старого бойца
- Золотой рыцарский крест военных заслуг с мечами
- Знак за ранение (в черном) (1918)
- Почётный крест ветерана войны с мечами
- Орден немецкого орла 1-й степени с мечами
- Орден немецкого орла 2-й степени с мечами
- Большой крест ордена заслуг германского орла

- Германская руна СС в золоте
- Орден крови
- Крест военных заслуг 1-й степени
- Крест военных заслуг 2-й степени с мечами
- Пряжка к Железному кресту для СС
- Золотой партийный знак НСДАП
- Медаль За выслугу лет в СС 2-й степени
- Медаль За выслугу лет в НСДАП в бронзе, серебре и золоте
- Кольцо «Мёртвая голова»
- Почётный кинжал Рейхсфюрера СС
- Почётная сабля Рейхсфюрера СС
- Парадный кинжал сухопутных войск (Подарено Германом Рейнеке)

## Сочинения
- Adolf Hitler. Lübeck: Coleman, 1932.

Эта первая официальная биография на тот момент ещё просто председателя НСДАП была впоследствии неоднократно переиздана (последнее немецкое издание — 1943 год). Также появились её иноязычные версии:
- Adolf Hitler. A short sketch of his life. Berlin: Terramare Office, 1938 (английская)
  - Adolf Hitler. Budapest: Nyilas, 1940 (венгерская)
  - Vita di Hitler. Roma: «Eco del mondo», 1941 (итальянская)
  - Adolf Hitler och hans Volkrörelse. Malmö: Dagens Böcker, 1942 (шведская)
  - Adolf’s Hitler’s: Tautas kustības tapsana. Rīgā: Kreismanis, 1942 (латышская)
  - Adolfas Hitleris: Vieno tautinio sajūdžio tapimas. Kaune: Valstybinė Leidykla, 1942 (литовская)
  - Adolfo Hitler: el origen de un movimiento popular. Madrid: Ed. España, 1942 (испанская)
  - Adolf Hitler: a história da evolução de um movimento popular. Lisboa: Serviço Alemão de Informações, 1944 (португальская)
- Kampf um Deutschland. München: Eher, 1938.

Иноязычные версии:
- Kamp om Tyskland. En læsebog for den tyske ungdom. København, 1944 (датская)
- Napoleon: Kometenbahn eines Genies. München: Callwey, 1941.

В книге проводились параллели между Гитлером и Наполеоном. Книга была издана в роскошном переплете с дизайном под наполеоновскую Францию. После разгрома вермахта в битве под Москвой изъята из магазинов Германии. Однако иноязычные версии продолжили появляться:
- Napoleon. Oslo: Centralforl., 1943 (норвежская)
  - Napoleon. Budapest: Centrum, 1943 (венгерская)
  - Napoléon: la carrière fulgurante d’un génie. Paris: B. Grasset, 1943 (французская)
  - Napoleon. Craiova: Serisul Românesc, [1944] (румынская)
  - Napoleon. Praha: Orbis, 1944 (чешская)
- (mit A. Ciller) Deutscher Sozialismus in den Sudetenländern und der Ostmark. Hamburg: Hanseat. Verlagsanst., 1944.